# Популония
Популония (на лат.: Populonium, Populonia; на етруски: Pupluna или Fufluna) е древен етруски град. Днес северно от него се намира Пьомбино на брега в региона Тоскана в провинция Ливорно в Централна Италия.
В древността Популония се намира на морския бряг в Етрурия. Бил е най-големият център за преработка на желязо в Средиземноморието. Рудата са докарвали от близкия остров Елба.
През 282 пр.н.е. тук се състои битка между Римската република и етруските, с победа на римляните.